# For Emily, Whenever I May Find Her
Singles de Simon et Garfunkel
America
(1972) My Little Town
(1975)
For Emily, Whenever I May Find Her est une chanson de Simon et Garfunkel composée par Paul Simon, parue en 1966 sur l'album Parsley, Sage, Rosemary and Thyme. Elle est sortie en tant que single en 1972 dans une version live à l'occasion de la sortie du premier best of du duo. Elle a atteint la 53e place du Billboard Hot 100.
Chantée par Garfunkel, elle met au premier plan la voix du chanteur, seulement accompagné d'une guitare acoustique, par un effet de réverbération. Évoquant le rêve d'une romance parfaite, cette chanson est désormais considérée comme l'une des plus belles chansons d'amour du duo.
Elle a été reprise par de nombreux artistes, notamment Glenn Yarbrough et Johnny Rivers dès 1967, Rick Nelson, Cliff Richard et Paul Desmond en 1969, David Essex en 1973 et John Frusciante en 2006.